# KDE Plasma 6
KDE Plasma 6 — шестая и текущая версия среды рабочего стола, созданная сообществом KDE для систем Linux. Является преемником KDE Plasma 5. Выход состоялся 28 февраля 2024 года. Ключевым изменением в KDE Plasma 6 является переход на Qt 6, изменение некоторых базовых настроек, проведение чистки устаревших возможностей и поставка обновлённого базового набора библиотек и компонентов KDE Frameworks 6. По умолчанию в KDE Plasma 6 предложен сеанс, использующий протокол Wayland, новый интерфейс переключения между задачами и плавающий режим показа панели.

## Список версий
| Версия                                                                                                  | Дата            | Основные изменения |
| --- | --------------- | --- |
| 6.0 | 28 февраля 2024 | Первая версия из серии KDE Plasma 6.                                                                                                 |
| 6.1 | 18 июня 2024    | Улучшено редактирование виджетов; синхронизация индикаторов клавиатуры с цветом акцента.                                             |
| 6.2 | 8 октября 2024  | Появилась утилита для калибровки графических планшетов; улучшена поддержка HDR; добавлена поддержка пакетов PostmarketOS в Discover. |
| 6.3 | 11 февраля 2025 | Поддержка цветов ICC в ночном режиме.                                                                                                |
| Старая версия, не поддерживаетсяСтарая поддерживаемая версияТекущая версияТестовая версияБудущая версия |                 | |